# Georgia Bulldogs football
La squadra di football dei Georgia Bulldogs rappresenta l'Università della Georgia. I Bulldogs competono nella Football Bowl Subdivision (FBS) della National Collegiate Athletics Association (NCAA) e nella Southeastern Conference (SEC). La squadra è allenata da tre stagioni da Kirby Smart. Dalla sua nascita nel 1892, Georgia ha vinto quattro titoli nazionali, ha avuto nelle proprie file due vincitori dell'Heisman Trophy e due prime scelte assolute nel Draft NFL. È apparsa inoltre in 48 Bowl Games, il quinto massimo di tutti i tempi.

## Titoli nazionali
| Anno                     | Allenatore               | Selettore                     | Record                   | Bowl                     | Avversario | Risultato |
| ------------------------ | ------------------------ | ----------------------------- | ------------------------ | ------------------------ | ---------- | --------- |
| 1942                     | Wally Butts              | Houlgate, Sagarin, Litkenhous | 11–1                     | Rose Bowl                | UCLA       | V 9-0     |
| 1980                     | Vince Dooley             | Allenatori, AP                | 12–0                     | Sugar Bowl               | Notre Dame | V 17-10   |
| 2021                     | Kirby Smart              | College Football Playoff      | 14–1                     | National Champioship     | Alabama    | V 33-18   |
| 2022                     | Kirby Smart              | College Football Playoff      | 15–0                     | National Champioship     | TCU        | V 65-7    |
| Totali titoli nazionali: | Totali titoli nazionali: | Totali titoli nazionali:      | Totali titoli nazionali: | Totali titoli nazionali: | 4          | 4         |

## Premi individuali

### Vincitori dell'Heisman Trophy

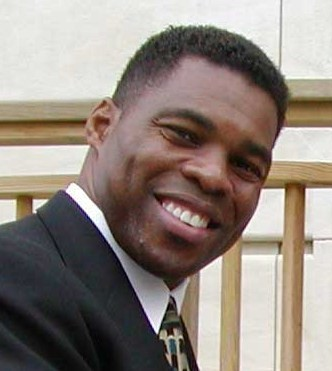
Herschel Walker, uno dei due Bulldog vincitori dell'Heisman Trophy.

| Anno | Nome            | Ruolo |
| 1942 | Frank Sinkwich  | HB/QB |
| 1982 | Herschel Walker | RB    |

### Membri della College Football Hall of Fame

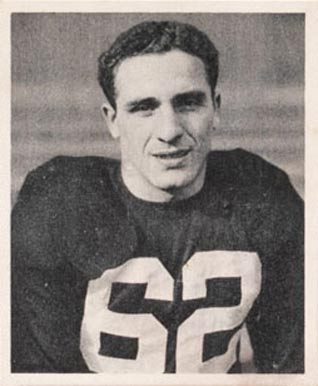
Il membro della Pro Football Hall of Fame e della College Football Hall of Fame Charley Trippi.

| Anno                   | Ruolo | Anni          | Induzione |
| ---------------------- | ----- | ------------- | --------- |
| Bob McWhorter          | HB    | 1910–13       | 1954      |
| Frank Sinkwich         | HB    | 1940–42       | 1954      |
| Charley Trippi         | HB    | 1942, 1945–46 | 1959      |
| Vernon "Catfish" Smith | E     | 1929–31       | 1979      |
| Bill Hartman           | FB    | 1935–37       | 1984      |
| Fran Tarkenton         | QB    | 1958–60       | 1987      |
| Bill Stanfill          | DT    | 1966–68       | 1998      |
| Herschel Walker        | RB    | 1980–82       | 1999      |
| Terry Hoage            | S     | 1980–83       | 2000      |
| Kevin Butler           | PK    | 1981–84       | 2001      |
| John Rauch             | QB    | 1945–48       | 2003      |
| Jake Scott             | FS    | 1966–68       | 2011      |
| Matt Stinchcomb        | OT    | 1995-98       | 2018      |

### Coach
| Coach              | Carriera  | Induzione |
| ------------------ | --------- | --------- |
| Glenn "Pop" Warner | 1895–96   | 1951      |
| Vince Dooley       | 1964–88   | 1994      |
| Wally Butts        | 1939–60   | 1997      |
| Jim Donnan         | 1996–2000 | 2009      |

### Numeri ritirati
- #21: Frank Sinkwich
- #34: Herschel Walker
- #40: Theron Sapp
- #62: Charley Trippi